# Onville
Ne doit pas être confondu avec Anville ou Ainvelle.
Onville est une commune française située dans le département de Meurthe-et-Moselle en région Grand Est.

## Géographie

### Géologie et relief
La commune se compose de 15,24 hectares de territoires artificialisés (1,65 %), 326,22 hectares de territoires agricoles (35,31 %) et 582,74 hectares de forêts et milieux semi-naturels (63,07 %).
La commune fait partie du parc naturel régional de Lorraine.
| Chambley-Bussières | Gorze Moselle | Vandelainville     |
| Waville            | Onville       | Bayonville-sur-Mad |
| Villecey-sur-Mad   | Prény         | Pagny-sur-Moselle  |

### Hydrographie et les eaux souterraines
Hydrogéologie et climatologie : Système d’information pour la gestion des eaux souterraines du bassin Rhin-Meuse :
Territoire communal : Occupation du sol (Corinne Land Cover); Cours d'eau (BD Carthage),
Géologie : Carte géologique; Coupes géologiques et techniques,
 Hydrogéologie : Masses d'eau souterraine; BD Lisa; Cartes piézométriques.

#### Réseau hydrographique
La commune est dans le bassin versant du Rhin au sein du bassin Rhin-Meuse. Elle est drainée par le ruisseau le Rupt de Mad,.
Le Rupt de Mad, d'une longueur de 55 km, prend sa source dans la commune de Geville et se jette  dans la Moselle à Novéant-sur-Moselle, après avoir traversé 21 communes. Les caractéristiques hydrologiques du Rupt de Mad sont données par la station hydrologique située sur la commune de Waville. Le débit moyen mensuel est de 3,24 m3/s. Le débit moyen journalier maximum est de 113 m3/s, atteint lors de la crue du 12 mai 1970. Le débit instantané maximal est quant à lui de 155 m3/s, atteint le même jour.

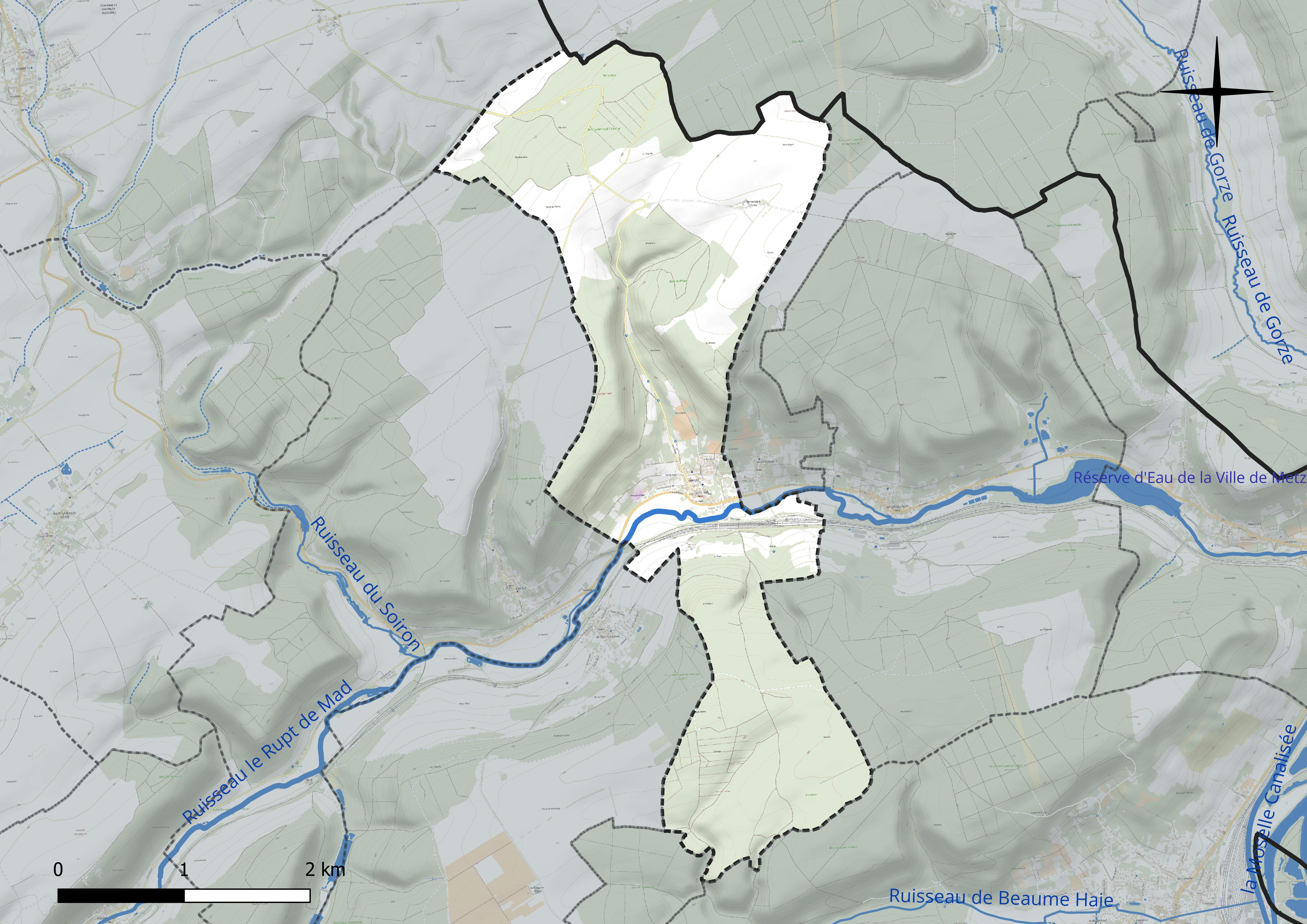
Réseau hydrographique d'Onville.

#### Gestion et qualité des eaux
Le territoire communal est couvert par le schéma d'aménagement et de gestion des eaux (SAGE) « Rupt de Mad, Esch, Trey ». Ce document de planification concerne les bassins versants du Rupt de Mad, de l’Esch et du Trey. Le périmètre a été arrêté le 2 juin 2014, la commission locale de l'eau (CLE) a été créée le 20 juin 2017, puis modifiée le 26 mars 20210. La structure porteuse de l'élaboration et de la mise en œuvre est le Parc naturel régional de Lorraine. 
La qualité des cours d’eau peut être consultée sur un site spécial géré par les agences de l’eau et l’Agence française pour la biodiversité.

### Climat
Pour des articles plus généraux, voir Climat du Grand Est et Climat de Meurthe-et-Moselle.
En 2010, le climat de la commune est de type climat des marges montargnardes, selon une étude du Centre national de la recherche scientifique s'appuyant sur une série de données couvrant la période 1971-2000. En 2020, Météo-France publie une typologie des climats de la France métropolitaine dans laquelle la commune est exposée à un climat semi-continental et est dans la région climatique  Lorraine, plateau de Langres, Morvan, caractérisée par un hiver rude (1,5 °C), des vents modérés et des brouillards fréquents en automne et hiver. 
Pour la période 1971-2000, la température annuelle moyenne est de 9,4 °C, avec une amplitude thermique annuelle de 16,2 °C. Le cumul annuel moyen de précipitations est de 778 mm, avec 12,2 jours de précipitations en janvier et 9,2 jours en juillet. Pour la période 1991-2020, la température moyenne annuelle observée sur la station météorologique de Météo-France la plus proche, « Doncourt-lès-Conflans », sur la commune de Doncourt-lès-Conflans à 14 km à vol d'oiseau, est de 10,7 °C et le cumul annuel moyen de précipitations est de 710,3 mm. 
La température maximale relevée sur cette station est de 40,9 °C, atteinte le 25 juillet 2019 ; la température minimale est de −16,5 °C, atteinte le 26 décembre 2010,,. 
Les paramètres climatiques de la commune ont été estimés pour le milieu du siècle (2041-2070) selon différents scénarios d'émission de gaz à effet de serre à partir des nouvelles projections climatiques de référence DRIAS-2020. Ils sont consultables sur un site spécial publié par Météo-France en novembre 2022.

## Urbanisme

### Typologie
Au 1er janvier 2024, Onville est catégorisée bourg rural, selon la nouvelle grille communale de densité à sept niveaux définie par l'Insee en 2022.
Elle est située hors unité urbaine. Par ailleurs la commune fait partie de l'aire d'attraction de Metz, dont elle est une commune de la couronne,. Cette aire, qui regroupe 245 communes, est catégorisée dans les aires de 200 000 à moins de 700 000 habitants,.

### Occupation des sols
L'occupation des sols de la commune, telle qu'elle ressort de la base de données européenne d’occupation biophysique des sols Corine Land Cover (CLC), est marquée par l'importance des forêts et milieux semi-naturels (62,9 % en 2018), une proportion identique à celle de 1990 (62,9 %). La répartition détaillée en 2018 est la suivante :  forêts (62,9 %), terres arables (27,6 %), prairies (4,5 %), cultures permanentes (3,3 %), zones urbanisées (1,6 %). L'évolution de l’occupation des sols de la commune et de ses infrastructures peut être observée sur les différentes représentations cartographiques du territoire : la carte de Cassini (XVIIIe siècle), la carte d'état-major (1820-1866) et les cartes ou photos aériennes de l'IGN pour la période actuelle (1950 à aujourd'hui).

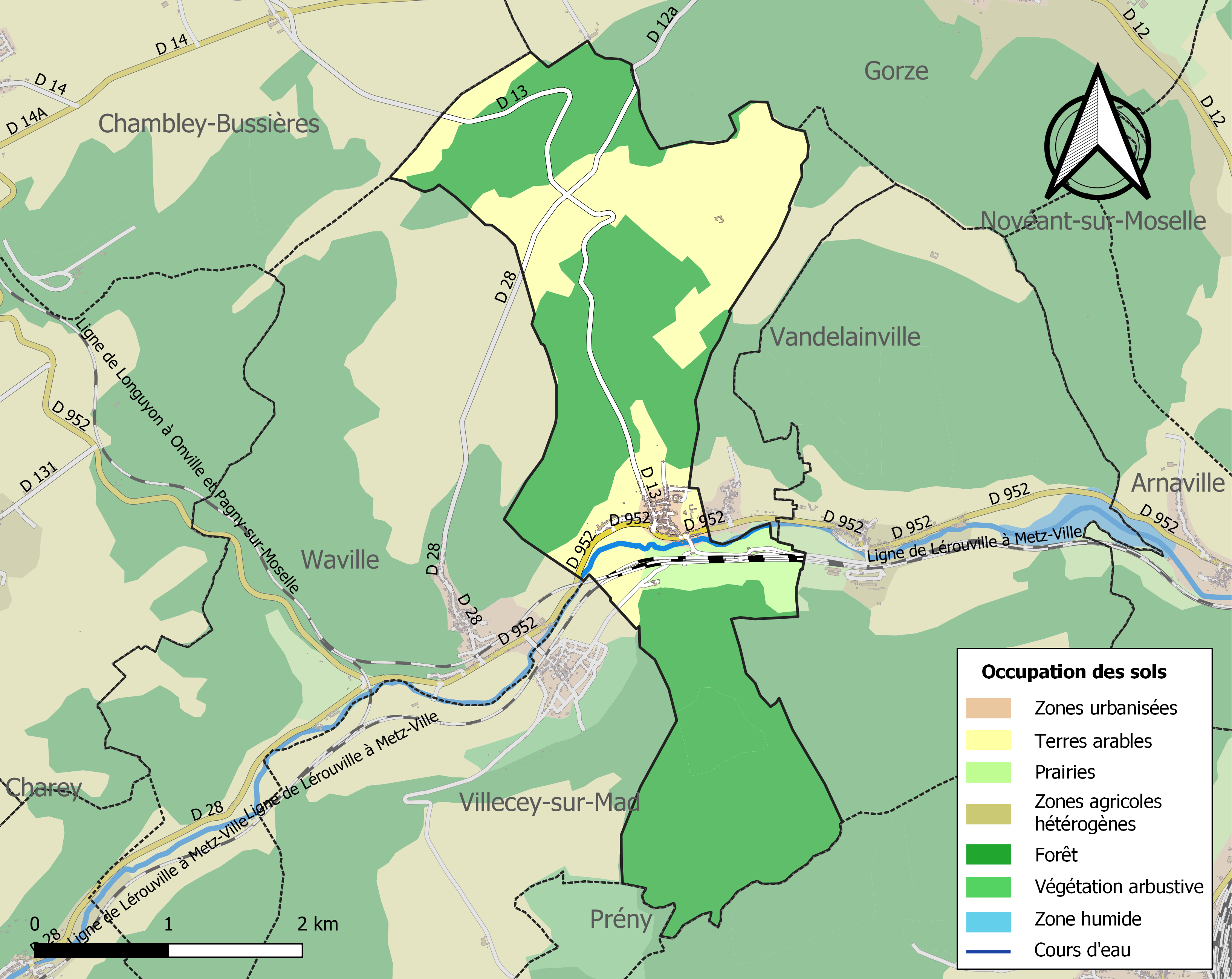
Carte des infrastructures et de l'occupation des sols de la commune en 2018 (CLC).

## Toponymie
Le nom de la localité est attesté sous les formes Odonis villa (936) ; Dudonis villa (977) ; Dudonis villare (993) ; Onvilla (1251) ; Unville (1594).

## Histoire
Dépendance de l'abbaye de Gorze, village de l'ancienne province des Trois-Évêchés (bailliage de Metz).
Sur les 19 décès relevés de janvier 1708 à décembre 1709 dans les registres paroissiaux d'Onville, dix furent déclarés lors de la vague de froid qui s'abattit d'octobre 1708 à mars 1709.
Occupé dès le début du mois d'août 1914, le village d'Onville dut vivre pendant plus de quatre longues années sous la loi imposée par les militaires allemands. En 1922, un monument fut érigé à la mémoire des victimes de la Grande guerre.

## Politique et administration
| Période                                  | Période  | Identité         | Étiquette | Qualité                                   |
| ---------------------------------------- | -------- | ---------------- | --------- | ----------------------------------------- |
| Les données manquantes sont à compléter. |          |                  |           |                                           |
| mars 2001                                | mai 2020 | Gilles Jolain    |           | Retraité d'une entreprise publique        |
| mai 2020                                 | En cours | Thierry Tessier, |           | Ingénieur ou cadre technique d'entreprise |

Par arrêté préfectoral de la préfecture de la région Grand-Est en date du 9 décembre 2022, la commune d'Onville a intégré l'arrondissement de Toul au 1er janvier 2023.

### Budget et fiscalité 2023

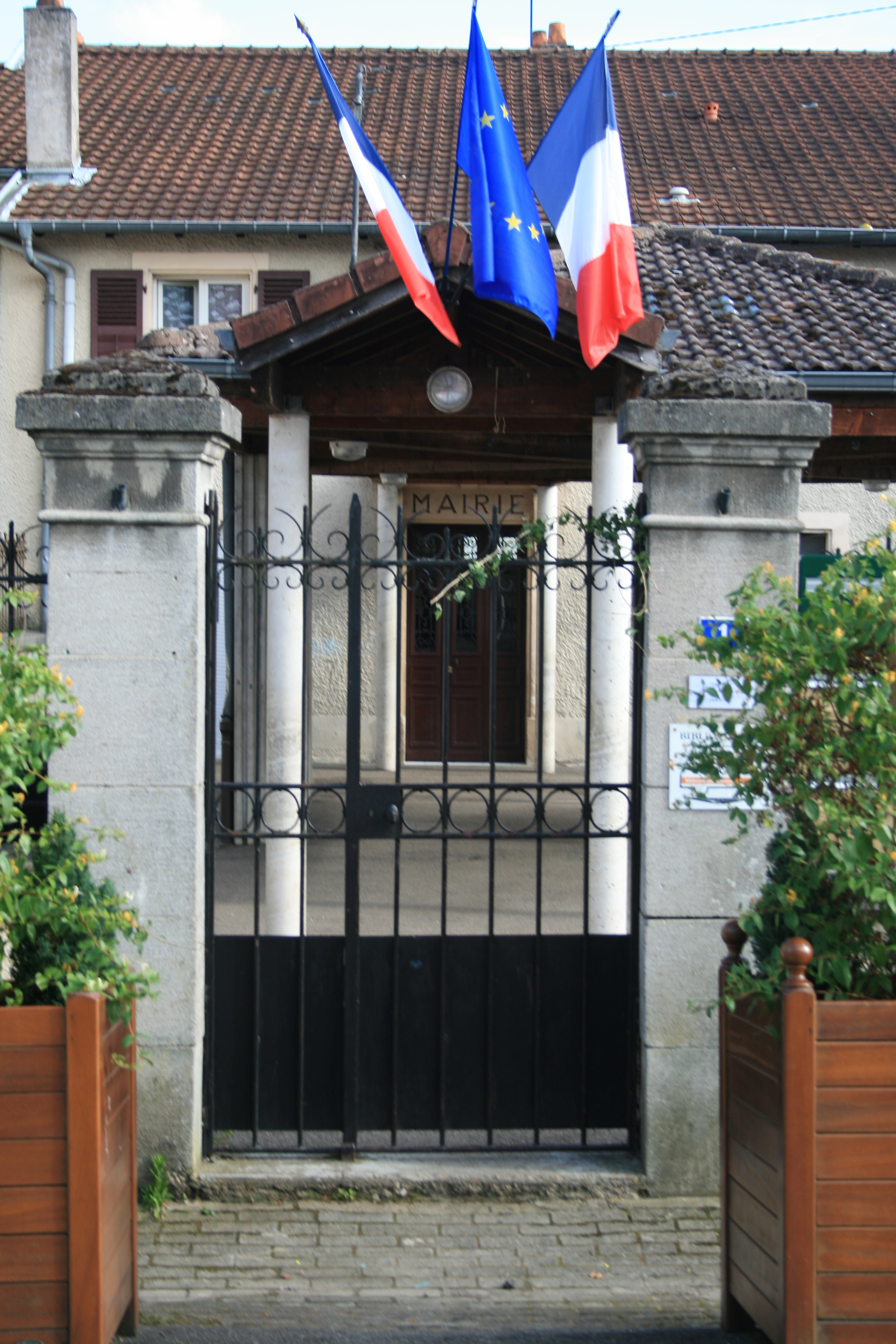
Mairie d'Onville.

En 2023, le budget de la commune était constitué ainsi :
- total des produits de fonctionnement : 324 000 €, soit 625 € par habitant ;
- total des charges de fonctionnement : 167 000 €, soit 321 € par habitant ;
- total des ressources d'investissement : 212 000 €, soit 409 € par habitant ;
- total des emplois d'investissement : 102 000 €, soit 196 € par habitant ;
- endettement : 257 000 €, soit 495 € par habitant.

Avec les taux de fiscalité suivants :
- taxe d'habitation : 12,43 % ;
- taxe foncière sur les propriétés bâties : 36,95 % ;
- taxe foncière sur les propriétés non bâties : 49,74 % ;
- taxe additionnelle à la taxe foncière sur les propriétés non bâties : 0,00 % ;
- cotisation foncière des entreprises : 0,00 %.

Chiffres clés Revenus et pauvreté des ménages en 2021 : médiane en 2021 du revenu disponible, par unité de consommation : 23 470 €.

## Population et société

### Démographie
L'évolution du nombre d'habitants est connue à travers les recensements de la population effectués dans la commune depuis 1793. Pour les communes de moins de 10 000 habitants, une enquête de recensement portant sur toute la population est réalisée tous les cinq ans, les populations de référence des années intermédiaires étant quant à elles estimées par interpolation ou extrapolation. Pour la commune, le premier recensement exhaustif entrant dans le cadre du nouveau dispositif a été réalisé en 2008.

En 2022, la commune comptait 509 habitants, en évolution de −4,86 % par rapport à 2016 (Meurthe-et-Moselle : −0,13 %, France hors Mayotte : +2,11 %).
| 1793 | 1800 | 1806 | 1821 | 1836 | 1841 | 1861 | 1866 | 1872 |
| ---- | ---- | ---- | ---- | ---- | ---- | ---- | ---- | ---- |
| 284  | 534  | 551  | 530  | 575  | 528  | 467  | 444  | 422  |

| 1876 | 1881 | 1886 | 1891 | 1896 | 1901 | 1906 | 1911 | 1921 |
| ---- | ---- | ---- | ---- | ---- | ---- | ---- | ---- | ---- |
| 490  | 469  | 520  | 505  | 460  | 465  | 453  | 402  | 425  |

| 1926 | 1931 | 1936 | 1946 | 1954 | 1962 | 1968 | 1975 | 1982 |
| ---- | ---- | ---- | ---- | ---- | ---- | ---- | ---- | ---- |
| 406  | 421  | 375  | 359  | 386  | 431  | 389  | 425  | 452  |

| 1990 | 1999 | 2006 | 2008 | 2013 | 2018 | 2022 | - | - |
| ---- | ---- | ---- | ---- | ---- | ---- | ---- | - | - |
| 453  | 520  | 527  | 529  | 542  | 519  | 509  | - | - |

## Économie

### Entreprises et commerces

#### Agriculture
- Culture de céréales, de légumineuses et de graines oléagineuses.
- Exploitation forestière.

#### Tourisme
- Hébergements et restauration à Vandières, Jaulny, Pont-à-Mousson.

#### Commerces
- Commerces et services de proximité à Arnaville, Pagny-sur-Moselle[31].

## Culture locale et patrimoine

### Lieux et monuments
- Présence gallo-romaine.
- Bourg fortifié au 13e.

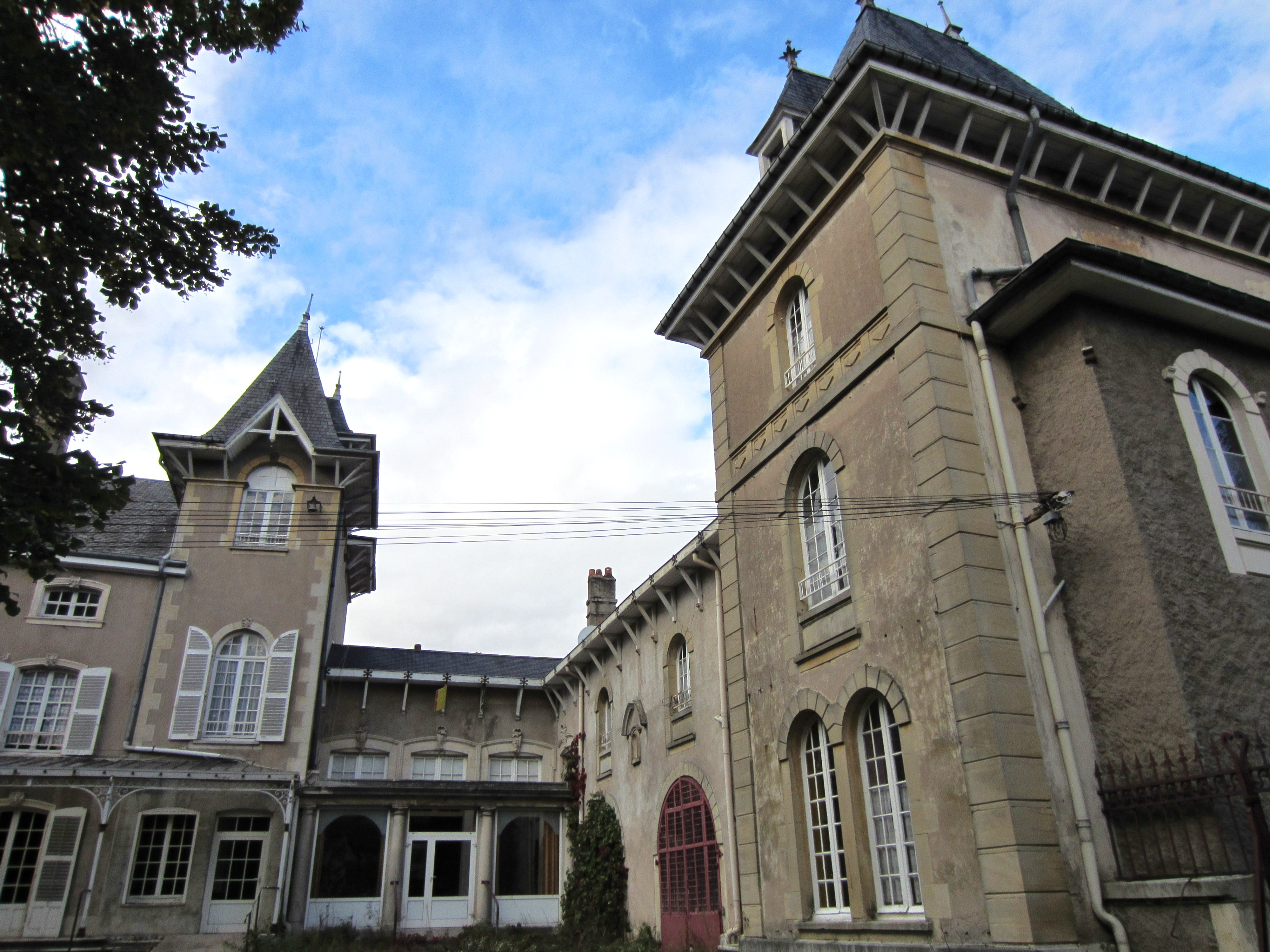
Le château.

- Château construit au XVIIIe siècle, transformé au XIXe siècle, endommagé en 1914-1918. Restauré dans les années 1920 puis transformé en foyer résidence du 3e âge[32].

* statuette : Vierge à l'Enfant.
* croix d'autel, 6 chandeliers d'autel (garniture du maître-autel).
- Église paroissiale Saint-Rémy. Ancienne église romane, clocher XIIIe siècle ? ancienne tour de l'enceinte, transformée et fortifiée au XVe siècle (?). Nef et chœur reconstruits en 1783 ; tour clocher exhaussée vers la même époque. Subsiste de l'époque romane la base de la tour avec un linteau décoré. Le clocher est inscrit  sur l'inventaire supplémentaire des monuments historiques par arrêté du 28 décembre 1978[35].

Patrimoine mobilier :
* chaire à prêcher.
- Monument Notre-Dame-du-Rupt-de-Mad[37].
- Calvaire[38] ,[39].
- Croix de chemin[40].
- Monument aux morts[41],[42].
- Patrimoine rural recensé par le service régional de l'inventaire général du patrimoine culturel[43].

### Personnalités liées à la commune
- Adrienne Jouclard (1882-1972), artiste peintre née à Onville.
- Louis Harmand (1906-1974), historien français, professeur d'histoire antique, Universités de Clermont-Ferrand, Caen et Rouen, auteur de plusieurs oeuvres historiques, inhumé à Onville.

### Héraldique
| Blason de Onville | Blason  | D'azur à la crosse abbatiale contournée d'or, cantonnée de quatre grappes de raisin feuillées du même, à la fasce engrêlée d'argent brochant sur le tout. |
| Blason de Onville | Détails | La crosse symbolise l'abbaye de Gorze dont dépendait Onville. Les grappes de raisin font allusion à la culture de la vigne qui était autrefois la principale activité du village. Enfin la fasce engrêlée figure le rupt de Mad qui coule sur le territoire de la commune. Création Hubert Collin, Directeur des services d’archives du département de Meurthe-et-Moselle. Adopté le 2 décembre 1983. |